# Sint-Dionysiuskerk (Asselt)
De Sint-Dionysiuskerk is een kerkgebouw in Asselt in de gemeente Roermond in de Nederlandse provincie Limburg. De kerk ligt aan de zuidwestkant van het dorp op een kerkheuvel in de uiterwaarden van de Maas. Het rijksmonument maakt deel uit van het beschermd dorpsgezicht Asselt.
Een bijzonderheid van de kerk is dat de toren aan de oostkant van de kerk staat.

## Geschiedenis en beschrijving
De voorganger van de huidige kerk was een houten kerk, die in 934 werd opgetrokken op de plek waar een Frankische burcht had gestaan. Rond 1100 werd de houten kerk vervangen door een kerk van Maaskeien. In het muurwerk werden spolia uit een Romeins hypocaustum verwerkt.
Nadat door de schurende werking van de Maas de romaanse toren ingestort was, werd in 1515 aan de veilige oostzijde van de kerk de huidige laatgotische bakstenen toren gebouwd.Deze heeft drie geledingen en een ingesnoerde spits.
In 1916-17 werd het grootste deel van het oude schip vervangen door een nieuw neoromaans met veldkeien bekleed schip, waartegen een koor werd gebouwd. Dit was voorzien van een crypte, kinderkapel en sacristie. Het romaanse koor is sindsdien in gebruik als schip, waardoor de kerk niet langer georiënteerd is. De architect van deze verbouwing en nieuwbouw was Pierre Cuypers.
In de kerk bevinden zich glas-in-loodramen van Joep Nicolas en Hubert Levigne en een 12de-eeuwse romaanse doopvont. In de oostgevel van de toren is boven de ingang in een nis een beeld van Sint-Dionysius aangebracht. Rond de kerkheuvel liggen keermuren.

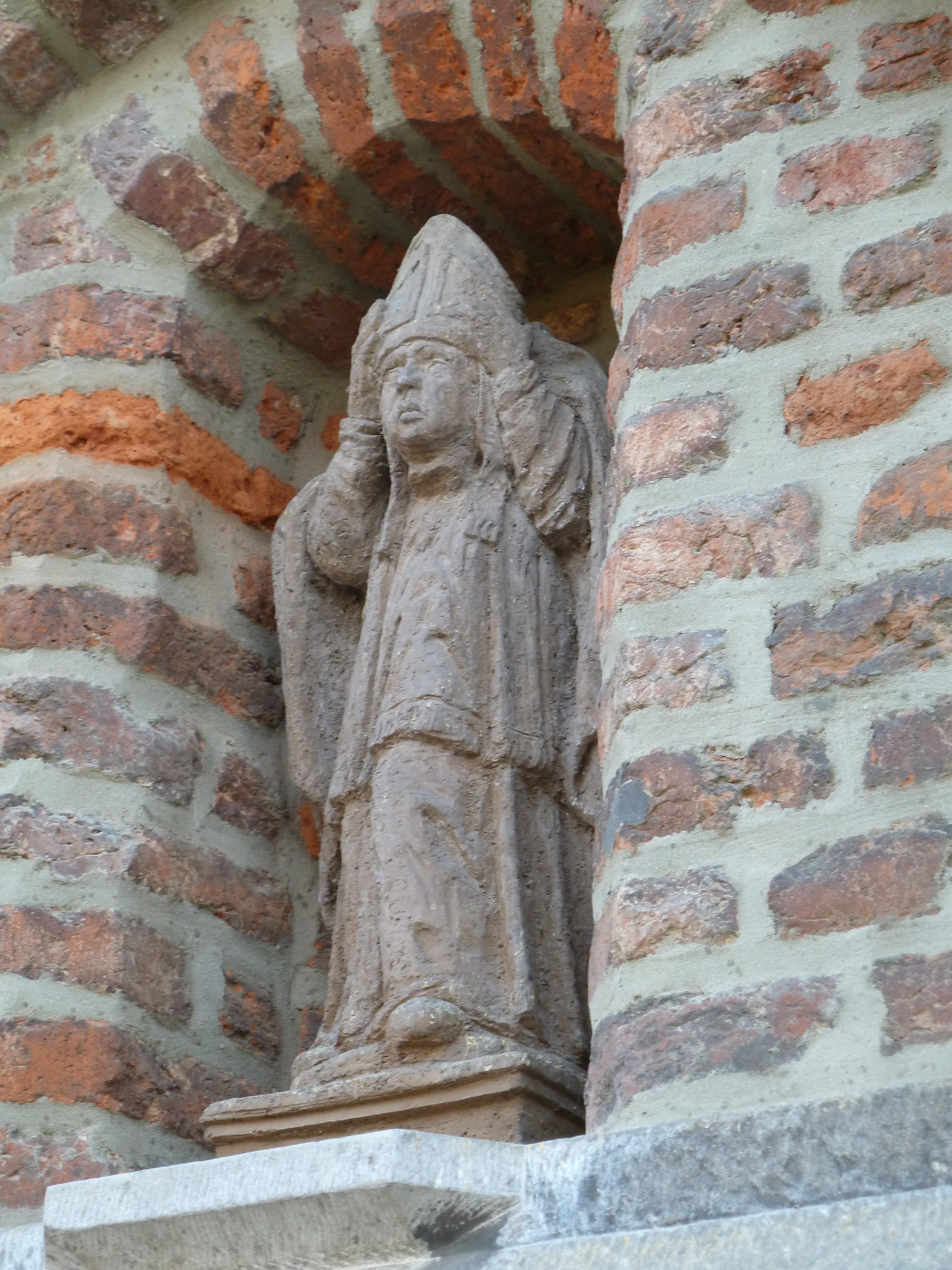
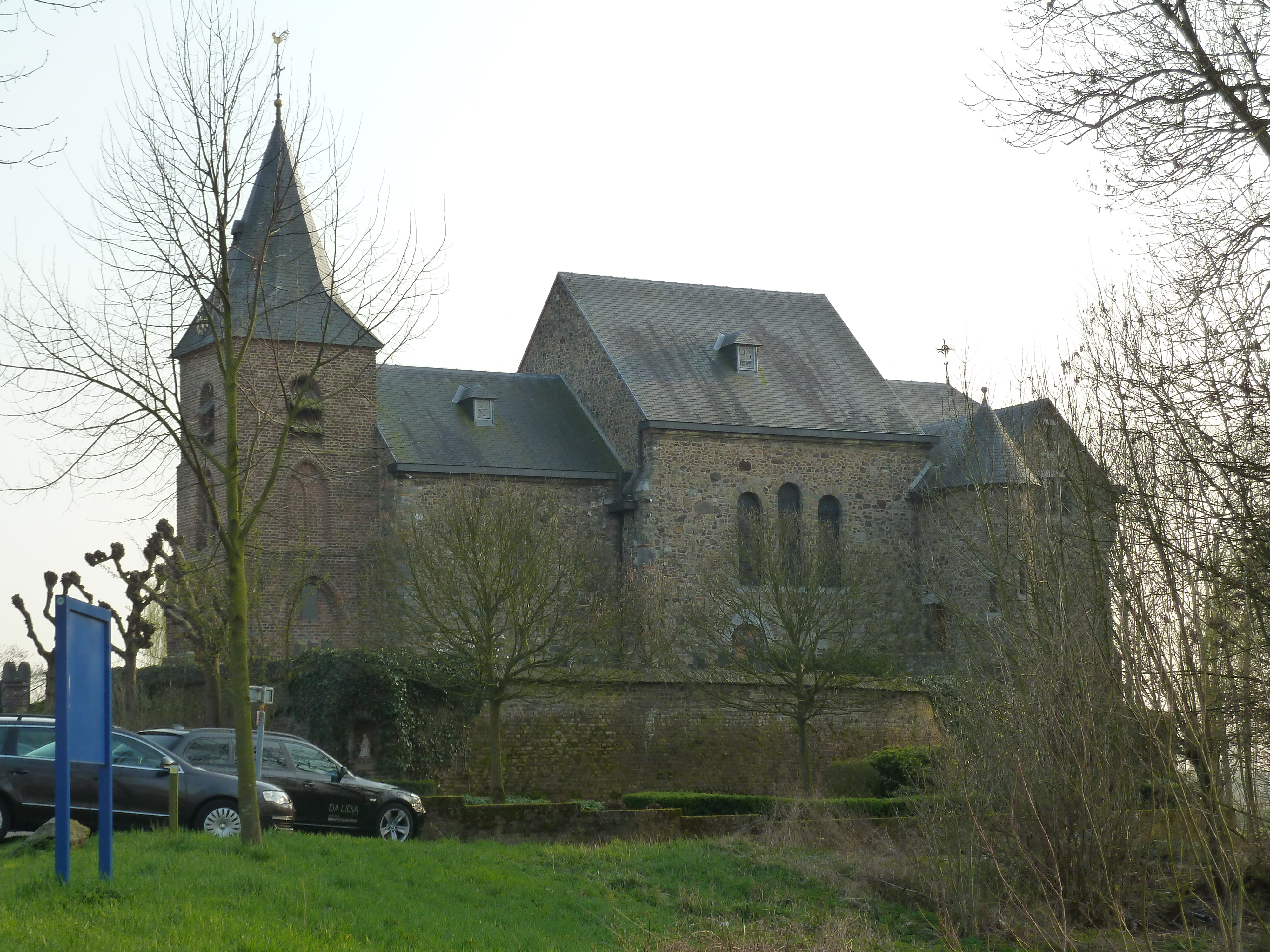
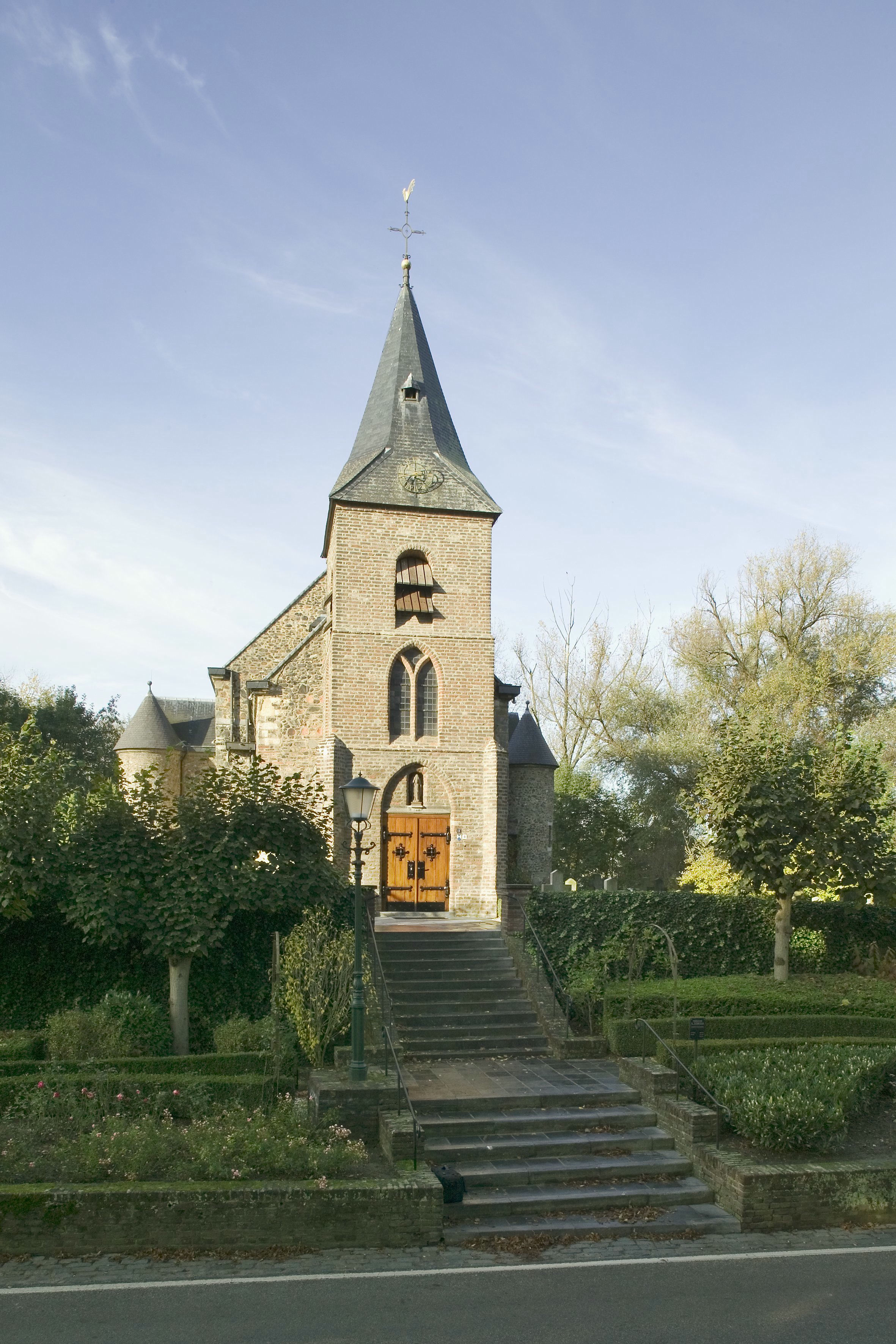
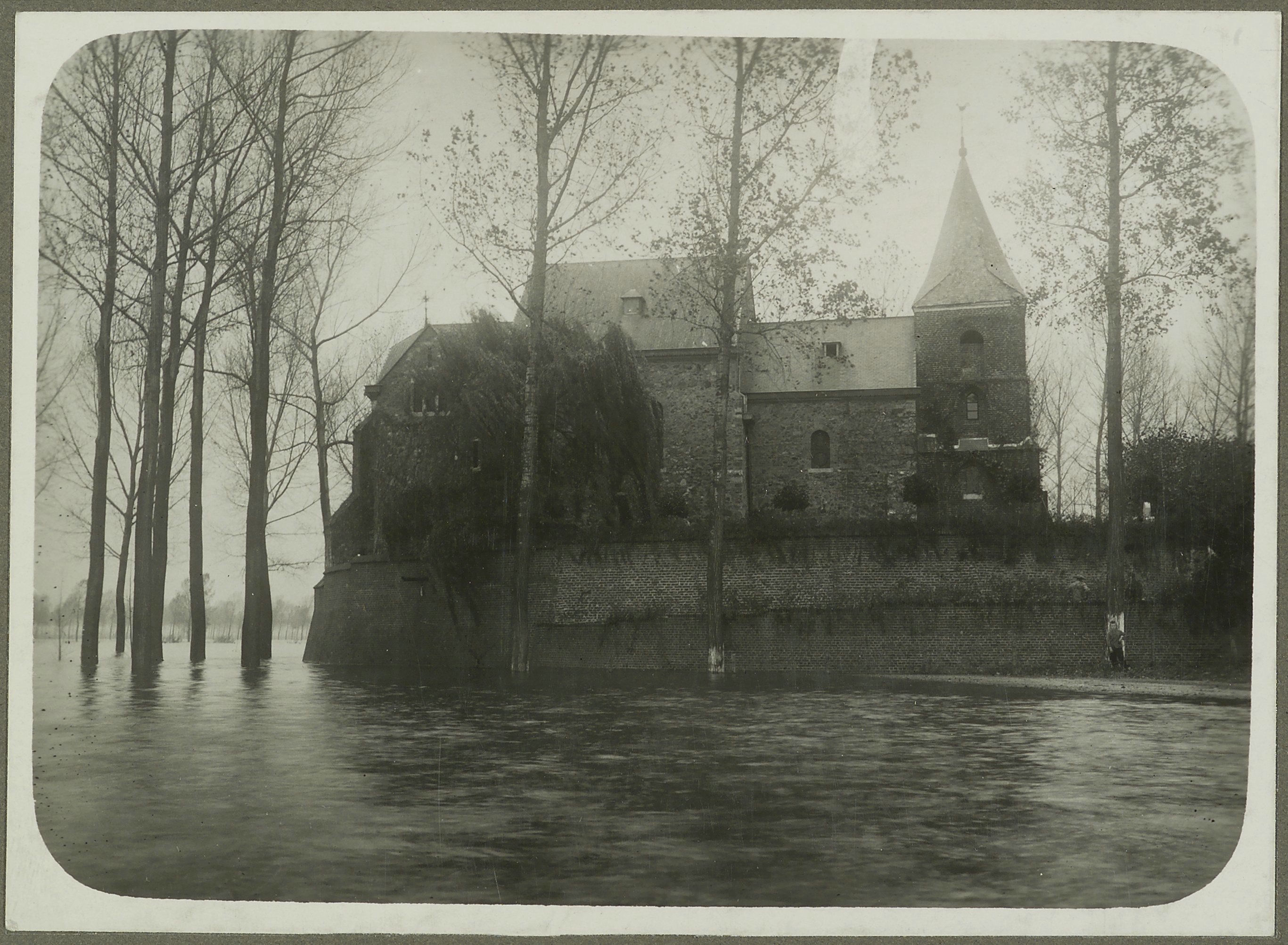
In 1930 met hoogwater